# Johannes Blaskowitz
Johannes Albrecht Blaskowitz (Paterswalde, Oost-Pruisen, 10 juli 1883 – Neurenberg, 5 februari 1948) was een Duits generaal die op 6 mei 1945 een uitwerkingsovereenkomst van de capitulatie van Duitse troepen in Nederland tekende. Hiermee kwam in Nederland een einde aan de Tweede Wereldoorlog.
Blaskowitz werd geboren in Paterswalde, Oost-Pruisen, als zoon van dominee Hermann Blaskowitz en Marie Kühn. In 1894 ging hij naar de cadettenschool in Köslin en vervolgens in Groß-Lichterfelde (bij Berlijn). In 1899 werd hij vaandrig in het 18e infanterieregiment van Pruisen. In 1909 ging hij naar de militaire academie van Berlijn, waar hij in 1911 afstudeerde.
Tijdens de Eerste Wereldoorlog vocht Blaskowitz aanvankelijk aan het oostfront, en later aan het westfront. Als officier ontving hij diverse onderscheidingen. In 1916 werd hij naar de generale staf overgeplaatst. Na afloop van de oorlog werd Blaskowitz opgenomen in de Reichswehr van de nieuwe republiek. Hij werd op 1 juni 1921 tot majoor bevorderd.

## Tweede Wereldoorlog
Op 1 oktober 1932 werd Blaskowitz bevorderd tot generaal-majoor, en op 1 december 1933 tot luitenant-generaal. Inmiddels was hij inspecteur van de krijgsscholen geworden, en in 1936 werd hij generaal van de infanterie. Als legerleider was hij in 1938 bij de intocht van het Duitse leger in Sudetenland betrokken, en in 1939 bij de verovering van Polen.
Op 27 september 1939 nam Blaskowitz de capitulatie van Warschau in ontvangst, en op 20 oktober werd hij opperbevelhebber van het Duitse bezettingsleger in Polen. Hij protesteerde bij opperbevelhebber Walther von Brauchitsch tegen het mishandelen en vermoorden van Joden en niet-Joden door de zogeheten Einsatzgruppen. Op grond hiervan werd hij op 14 mei 1940 door Hitler ontslagen als opperbevelhebber in Polen. In juni werd hij militair gouverneur van Noord-Frankrijk. Op 25 oktober kreeg hij het bevel over het Duitse 1e Leger in Frankrijk, dat de kust tussen Bretagne en de Pyreneeën verdedigde. Tijdens Operatie Anton (november 1942) had hij het bevel over zowel het 1e Leger als het 7e Leger.
Op 8 mei 1944 werd hij opperbevelhebber van legergroep-G, die hij na de landing in Normandië in een reeks achterhoedegevechten naar de Elzas leidde. Op 28 januari 1945 volgde hij generaal Kurt Student op als bevelhebber van legergroep-H, met als opdracht een offensief in Elzas-Lotharingen te beginnen. Nadat dit was mislukt werd hij overgeplaatst naar Nederland. Op 10 april 1945 werd hij benoemd tot bevelhebber van de Festung Holland en nam in Hilversum het commando over van generaal Christiansen. Een van zijn laatste bevelen was voor het openhouden van een vluchtroute voor Duitse legereenheden via de stad Groningen naar Duitsland hetgeen in Groningen leidde tot felle gevechten en veel schade aan het eind van de oorlog.

## Capitulatie
Op 4 mei 1945 capituleerde de Duitse admiraal Von Friedeburg te Lüneburg namens de Duitse troepen in Noordwest-Duitsland, Nederland, Sleeswijk-Holstein en Denemarken voor de Britse veldmaarschalk Montgomery. De volgende dag werd Blaskowitz door de Canadese generaal Charles Foulkes naar Hotel De Wereld in Wageningen ontboden om de uitwerking in Nederland van de Duitse capitulatie in Noordwest-Europa te bespreken. Prins Bernhard was hierbij aanwezig als commandant van de Binnenlandse Strijdkrachten. Blaskowitz tekende een overgave-order en kreeg 24 uur om inlichtingen over Duitse posities te verzamelen die de geallieerden nodig hadden voor hun opmars in West-Nederland.
De volgende dag werd de technische uitwerking van de overgave getekend in de Aula van de Landbouw Hogeschool in Wageningen.
Blaskowitz werd gevangengezet in Dachau, daarna in Stadtallendorf, en ten slotte in Neurenberg, waar hij voor het oorlogstribunaal terecht zou moeten staan. Nog voor het proces tegen hem was begonnen, pleegde hij begin 1948 op 64-jarige leeftijd zelfmoord door in de gevangenis van Neurenberg van een galerij te springen. Sommige medegevangenen beweerden dat hij was vermoord door SS'ers, maar dit is niet bewezen. Blaskowitz is begraven in Bommelsen, een klein dorpje in Heidekreis.

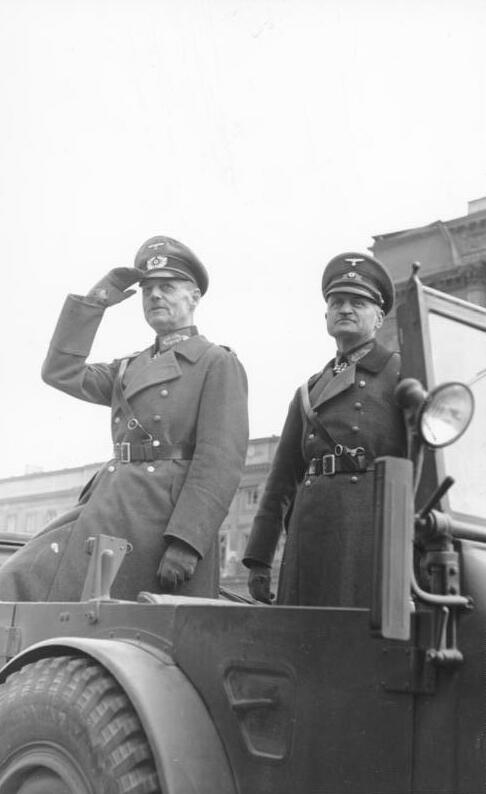
Blaskowitz en von Rundstedt nemen een parade af in Warschau kort na de Poolse capitulatie
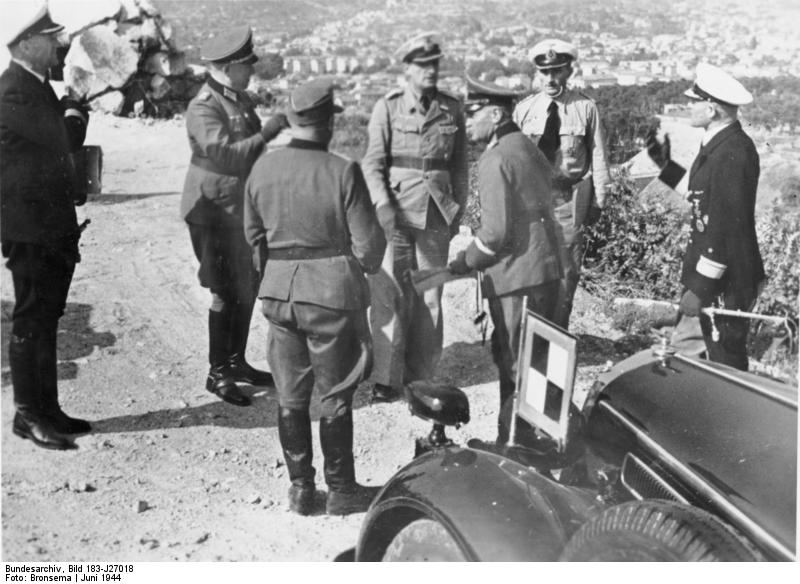
Blaskowitz inspecteert de kustverdediging in Frankrijk (Atlantikwall)

## Trivia
- Zijn hoofdkwartier hield hij in een bunker in Hilversum, die heeft in de volksmond de naam Blaskowitzbunker, hij heeft echter maar zeer kort van de bunker gebruik gemaakt aangezien hij pas op 10 april 1945 bevelhebber werd van Nederland.

## Militaire loopbaan
- Kadett: 1899[10]
- Fähnrich: 2 maart 1901[10][11]
- Leutnant: 27 januari 1902[10] (Patent van 10 juli 1900)[11]
- Oberleutnant: 27 januari 1910
- Hauptmann: 17 februari 1914[10]
- Major: 1 juni 1921[12] - 1 januari 1922[10]
- Oberstleutnant: 1[12]- 6 april 1926[10]
- Oberst: 1 oktober 1929[10][12]
- Generalmajor: 1 oktober 1932[10][12]
- Generalleutnant: 1 december 1933[10][12][13]
- General der Infanterie: 3[12]- 1 augustus 1936[10]
- Generaloberst: 1 oktober 1939[10][13][14]

## Decoraties
- Ridderkruis op 30 september 1939 en General der Infanterie en Opperbevelhebber van het 8e Leger[10][13][15][16]
- Ridderkruis met Eikenloof (nr.640) op 29 oktober 1944 als Generaloberst en Commandant van de Heeresgruppe G[10][13][15][16]
- Ridderkruis met Eikenloof en Zwaarden op (nr.146) op 25 april 1945 als Generaloberst en Opperbevelhebber in Nederland[10][13][15][16][17]
- IJzeren Kruis 1914, 1e Klasse[12][13] (2 maart 1915) en 2e Klasse[12][13] (27 september 1914)[18]
- Gesp bij het IJzeren Kruis 1939, 1e Klasse[13] (21 september 1939) en 2e Klasse[13] (11 september 1939)[10][16][18]
- Duitse Kruis in zilver op 30 oktober 1943 als Generaloberst en Opperbevelhebber van het 1e Leger[10][16][19]
- Gewondeninsigne 1918 in zwart[10][12]
- Erekruis voor de Wereldoorlog op 10 november 1934[16]
- Medaille ter Herinnering aan de 13e Maart 1938 in 1938
- Anschlussmedaille met 
  - Gesp „Prager Burg“ op 1 oktober 1938[16]
- Orde van Militaire Verdienste (Beieren), 4e Klasse met Zwaarden op 15 mei 1916[10]
- Ridderkruis in de Huisorde van Hohenzollern met Zwaarden[12] op 1 september 1917
- Ridder der Tweede Klasse in de Orde van de Leeuw van Zähringen met Zwaarden in 1915[10]
- Ridderkruis der Eerste en Tweede Klasse van het Friedrich August-Kruis met Zwaarden op 26 mei 1916
- Militaire Max Joseph-Orde[12]
- Kruis voor Oorlogsverdienste, 1e Klasse en 2e Klasse[10][16]
- Grootkruis in de Orde van de Italiaanse Kroon op 28 januari 1941[10][16]
- Dienstonderscheiding van Leger en Marine voor (25 dienstjaren)[16]
- Hij werd eenmaal genoemd in het Wehrmachtsbericht. Dat gebeurde op:
- 27 september 1939[10][16][20]